# Нана-Гребизи
Нана̀-Гребизѝ (на френски: Nana-Grébizi) е една от 2-те икономически префектури на Централноафриканската република. Разположена е в централната част на страната. Площта на префектурата е 19 996 км², а населението е около 132 000 души (2003). Гъстотата на населението в Нана-Гребизи е около 4 души/км². Столица на префектурата е град Кага Бандоро.